# Charles Magnusson
Charles Fredrik Magnusson (ur. 26 stycznia 1878 w Göteborgu, zm. 18 stycznia 1948 w Sztokholmie) – szwedzki producent filmowy i scenarzysta.
Stworzył wytwórnię AB Svenska Bio, która następnie, po fuzji z AB Skandia utworzyła istniejące do dzisiaj wiodące przedsiębiorstwo na szwedzkim rynku filmowym, Svensk Filmindustri. Wywarł ogromny wpływ na historię szwedzkiego kina, inicjując w czasie I wojny światowej przełomowy nurt zwany szkołą szwedzką i tworząc warunki dla twórczości mistrzów szwedzkiego kina niemego: Victora Sjöströma i Mauritza Stillera. 
Jest bohaterem dramatu Ingmara Bergmana Ostatni krzyk (Sista skriket).